# Jürgen Bachmann
Jürgen Bachmann   (Berlín, 20 de gener de 1942) és un nedador alemany, especialista en estils, que va competir sota bandera de la República Democràtica Alemanya durant la dècada de 1960.
En el seu palmarès destaca una medalla de bronze en els 400 metres estils al Campionat d'Europa de natació de 1962. A nivell nacional va guanyar tres campionats de l'Alemanya de l'Est, en els 100 metres papallona i 4x100 metres estils de 1961 i els 400 metres estils de 1962.
El 1960 va prendre part en els Jocs Olímpics d'Estiu de Roma, on quedà eliminat en sèries en la prova dels 200 metres papallona del programa de natació.